# 胡蝶 (演員)
胡蝶（1908年3月23日—1989年4月23日），原名胡瑞华，祖籍廣東鹤山，在上海出生長大，上海民国时期和英属香港时期著名電影女演员，是当时充满传奇色彩的上海女性。

## 早年生涯
胡蝶1908年3月23日（光绪三十四年旧历二月廿一日）出生于上海。祖籍广东省鹤山县坡山乡水寨村。出生时那时她父亲在京奉铁路上任职，全家随父亲在外地生活。9岁那年回到广东，家住广州市。她进了广州培道学校读书，在广州市度过整个少年时期。1924年，16岁的胡瑞华随家人从广州迁回上海。由于她从小爱好戏剧艺术，又碰上中国电影开创期一个极好的机遇，她便决心投身于新兴的电影艺术事业。
1924年初，由郑正秋编剧，张石川导演的中国电影史上里程牌式的作品《孤儿救祖记》在上海公演，这部片深深地打动了前来观看的每一位观众，这其中包括年仅16岁的胡蝶。胡蝶受蓬勃发展的中国电影事业吸引，投考了由顾肯夫等创办的中国第一家电影学校——上海中华电影学校，成为首届训练班学员。考入影校后，胡蝶比较系统地学习了戏剧、电影理论和表演方面的课程，她尤其喜欢表演课程，几乎投入了全部精力去钻研表演，在洪琛、汪煦昌、陈寿荫等一批电影名家的指导下，很快便显露出超常的才华。翌年，即应邀参加了徐欣夫导演，张织云、王元龙主演的《战功》一片的拍摄，随即开始了近半个世纪的电影演员生涯。

## 崛起
后相继在友联、天一等影片公司主演《秋扇怨》、《梁祝痛史》、《铁扇公主》等二十余部古装片。1928年入明星影片公司，曾主演《白云塔》、《火烧红莲寺》、《啼笑因缘》、《空谷兰》等影片。
1933年主演中国第一部蜡盘配音片《歌女红牡丹》，她把一个忍受丈夫虐待与压榨而毫无反抗、心地善良又有几分愚昧的女性刻画得相当成功。在第一部左翼电影《狂流》中，她塑造的秀娟不但富有反抗精神，而且内心世界十分丰富，受到好评。她主演的《姊妹花》是她表演艺术的高峰。在影片中，她一人饰演有着不同生活道路的双胞胎姐妹大宝、二宝，把两个身份悬殊、性格各异的女性刻画得非常成功。这部影片三十年代打破中国影片有史以来上座率的最高纪录，后来到东南亚、日本、西欧诸国演出，也大获好评。

## 电影皇后

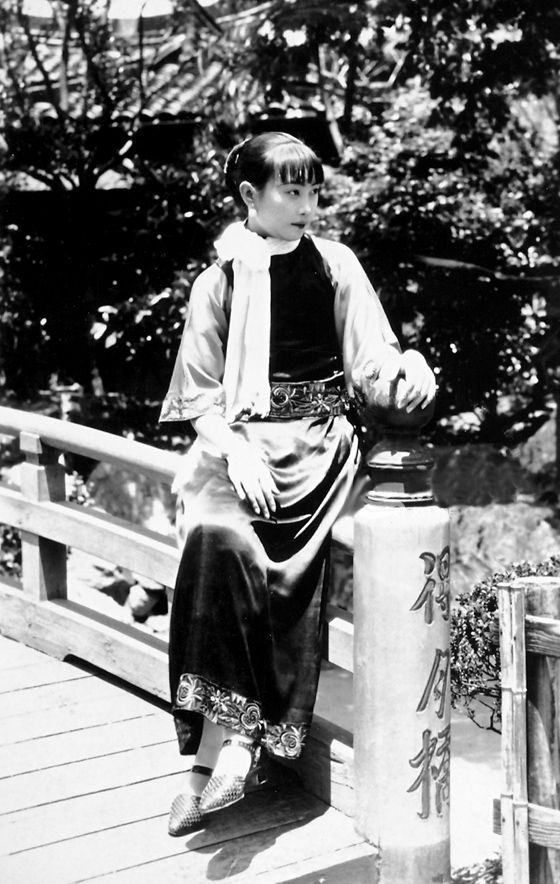
胡蝶二十年代旧照，王开照像拍摄

1933年元旦，上海《明星日报》以“鼓励诸女明星之进取心，促成电影之发展”为宗旨，发起了一场评选电影皇后活动。在选举过程中，三位著名电影女明星——明星公司的胡蝶、联华公司的阮玲玉、天一公司的陈玉梅的票数非常接近。竞争相当激烈。结果胡蝶得21334票，陈玉梅得10020票，阮玲玉得7290票，胡蝶以巨大的优势胜出，获得了“电影皇后”的称号。在一年内，胡蝶又获得了英商中国肥皂公司的“力士香皂电影明星竞选”第一和“1934年中国电影皇后竞选”的冠军，两年之内“三连冠”。
1935年初，苏联在莫斯科举行国际影展，中国电影界首次被正式邀请参加国际电影节，由于胡蝶是中国参展四部影片中的《姊妹花》的女主演，因而成为代表团中惟一的演员代表。

## 息影抗日
1937年11月上海失守。不久，明星公司在上海枫林桥的总厂被日军占领，明星公司从此不复存在。此时丈夫潘有声已在香港发展事业，于是胡蝶携同家人避居香港。胡蝶和潘有声度过了一段堪称幸福的生活。
1941年12月25日，香港政府、駐港英軍向日本华南派遣军总司令酒井隆中将投降。为了表达自己对残暴日军的反抗，她把香港投降日称之为又一个“蝶耻日”。日军占据香港后中，为了利用中国名人出面宣传所谓的“大东亚共荣圈”。日方曾重金邀请胡蝶出演《胡蝶游东京》，但被她以自己已经息影，而且有了身孕，短期内无法再现银幕为由，严正拒绝。
1942年，胡蝶夫妇领着两个年幼的儿女，跟随東江縱隊港九大隊艰难跋涉20多天，9月11日到達大後方廣東韶關。11月13日到桂林,同月22日在桂林嚮應文化界勞軍, 與伍伯就、紫羅蘭等在晚會中演唱。1942年11月24日到达陪都重庆。同年12月2日中央社報導胡蝶已加入中央電影攝影場,準備拍攝《自由魂》。1943年2月中, 在韶關的住所「蝶聲深居」落成, 報導胡蝶在重慶拍攝工作結束後,將回韶關小住休息。同年12月19日再到桂林參與婦女界籌募慰勞金大會。1944年3月6至8日與紫羅蘭、范里香等,到湖南長沙、衡陽等地義演,之後返回桂林。1944年8月隨外景隊往廣西拍攝《建國之路》外景, 途中遇上日軍空襲,倉惶撤回重慶。1945年2月6日在重慶接受記者訪問,談到拍攝《建國之路》外景期間,被戰火波及的情況。

## 晚年
1946年，胡蝶为香港大中华公司拍摄了《某夫人》、《锦绣天堂》等片。1949年胡蝶停止拍片10年之久。直到1959年，她应邵氏公司之请重下银海，在香港、台湾先后拍摄了《街童》、《两代女性》、《后门》等片，其中以《后门》一片最为出色。它是一部伦理教育片，由著名导演李翰祥执导，胡蝶在片中扮演女主角徐太太。她炉火纯青的演技，得到行家们一致的赞赏。1960年在日本举行的第七届亞洲影展上，《后门》获得最佳影片金禾奖，胡蝶获得最佳女主角奖。同年，该片再获日本文部大臣颁赠的最佳电影奖。52岁的胡蝶跃登“亚洲影后”的宝座。
1966年，胡蝶参加了《明月几时圆》、《塔里的女人》两片拍摄之后，正式退出了影坛。在台湾住了几年后，于1975年移居加拿大温哥华，1978年 台湾联合报出版《胡蝶回忆彔》、后摘下2021年 出版 中国作家出版社《胡蝶口述自传》。1989年在溫哥華病逝。

## 家庭
胡蝶有一子一女，夫為潘有聲，2人於1935年11月23日在上海舉行結婚典禮。

## 傳言
- 九一八风波。正当胡蝶的事业如日中天的时候，东北爆发了震惊中外的九一八事变，伴随着战争而来的是她和张学良的“跳舞事件”。当时胡蝶正随剧组赴北平拍摄《自由之花》、《落霞孤鹜》和《啼笑因缘》的外景。根本沒有遇過張學良。为将中国人民的怒火转移到对张学良的怨恨上来，日本通讯社四处散布“九一八”之夜张学良与红粉佳人胡蝶欢歌共舞的谣言，致使舆论四起，上海《时事新报》还刊出了广西大学校长马君武作的打油诗，“赵四风流朱五狂，翩翩蝴蝶正当行，溫柔鄉是英雄塚，哪管東師入瀋陽”这首诗很快不迳而飞，一时之间胡蝶成了“红颜祸水”的代名词。事后胡蝶和明星影片公司都报刊出聲辟谣，但不少人仍不斷炒作，后来胡蝶晚年的回忆录中感叹：“该结束这段莫须有的公案了吧？”。[3]

- 傳言胡蝶與女童軍楊惠敏入獄有關。但楊惠敏的說法疑點甚多, 也缺乏證據。[4]

- 据沈醉的《我所知道的戴笠》记述，胡蝶到重庆不久，她就被国民党军统局局长戴笠所控制，成为他的情妇，没能再拍电影。直到1946年3月17日戴笠因空难丧生，胡蝶才获得自由，再次迁居香港。[5]但有研究指出: 胡蝶在此期间先与家人在一起，后从事电影《建国之路》的拍摄，不可能被戴笠霸占。2015年，廣東五邑大學的鳳群教授在該校的學報發表〈胡蝶事跡考〉一文, 已指出沈醉的文章不可信。[6][7]

- 李宗仁的第三任妻子胡友松自称为胡蝶女儿，此事已被查明偽作。[8]

## 作品列表
- 1925年：《战功》、《秋扇怨》
- 1926年：《夫妻之秘密》、《电影女明星》、《梁祝痛史》、《义妖白蛇传》（第一、二集）《珍珠塔》（上下集）《孟姜女》、《孙行者大战金钱豹》
- 1927年：《白蛇传》（第三集）、《女律师》、《新茶花》、《铁扇公主》、《蒋老五殉情记》
- 1928年：《大侠复仇记》（前后集）、《女侦探离婚》、《白云塔》、《血泪黄花》
- 1928年—1931年：《火烧红莲寺》（三至十八集）
- 1929年：《富人的生活》、《爱人的血》、《爸爸爱妈妈》
- 1930年：《桃花湖》（前后集）、《碎琴搂》
- 1931年：《歌女红牡丹》、《如此天堂》（前后集）、《红泪影》《三箭之爱》《铁血青年》、《银星幸运》
- 1932年：《落霞孤鹜》、《战地历险记》、《自由之花》、《啼笑姻缘》
- 1933年：《满江红》、《狂流》、《脂粉市场》、《盐潮》、《姊妹花》、《春水情波》
- 1934年：《三姐妹》、《路柳墙花》、《麦夫人》、《女儿经》、《美人心》、《再生花》、《空谷兰》
- 1935年：《夜来香》、《兄弟行》、《劫后桃花》
- 1936年：《女权》
- 1937年：《永远的微笑》
- 1938年：《胭脂泪》
- 1940年：《绝代佳人》
- 1941年：《孔雀东南飞》、《歌女红牡丹》、《家》
- 1947年：《春之梦》、《某夫人》
- 1949年：《锦绣天堂》
- 1953年：《青春梦》
- 1960年：《苦儿流浪记》、《后门》、《两代女性》、《街童》 、《孝道》
- 1961年：《母愛》、《萬劫孤兒》、《慈母千秋》、《萬里尋親記》
- 1962年：《好女嫁得有情郎》、《恩重如山》、《新姊妹花》、《苦海親情》
- 1966年：《孤儿奇遇记》、《塔里的女人》、《明月几时圆》